# Дора (име)
Дора (мађ. Dóra), је женско име које се користи у мађарском језику, води порекло из латинског облика грчког имена Доротеја (грч. Δωροθεα), хибру језика и има значење: дар божји, ово је иначе скрачени облик имена Доротија који је постао самосталан.
Сродна имена су Доротија, Дорина, Дорис

## Имендани
- 6. фебруар.
- 2. септембар.
- 6. септембар.

## Варијације имена у језицима
-,
-,
-.

## Познате личности
- Дора Маурер (мађ. Maurer Dóra) графичар и сликар
- Дора Керестеш (мађ. Keresztes Dóra) графички уметник  Архивирано на веб-сајту  (29. септембар 2007)